# Agaminae

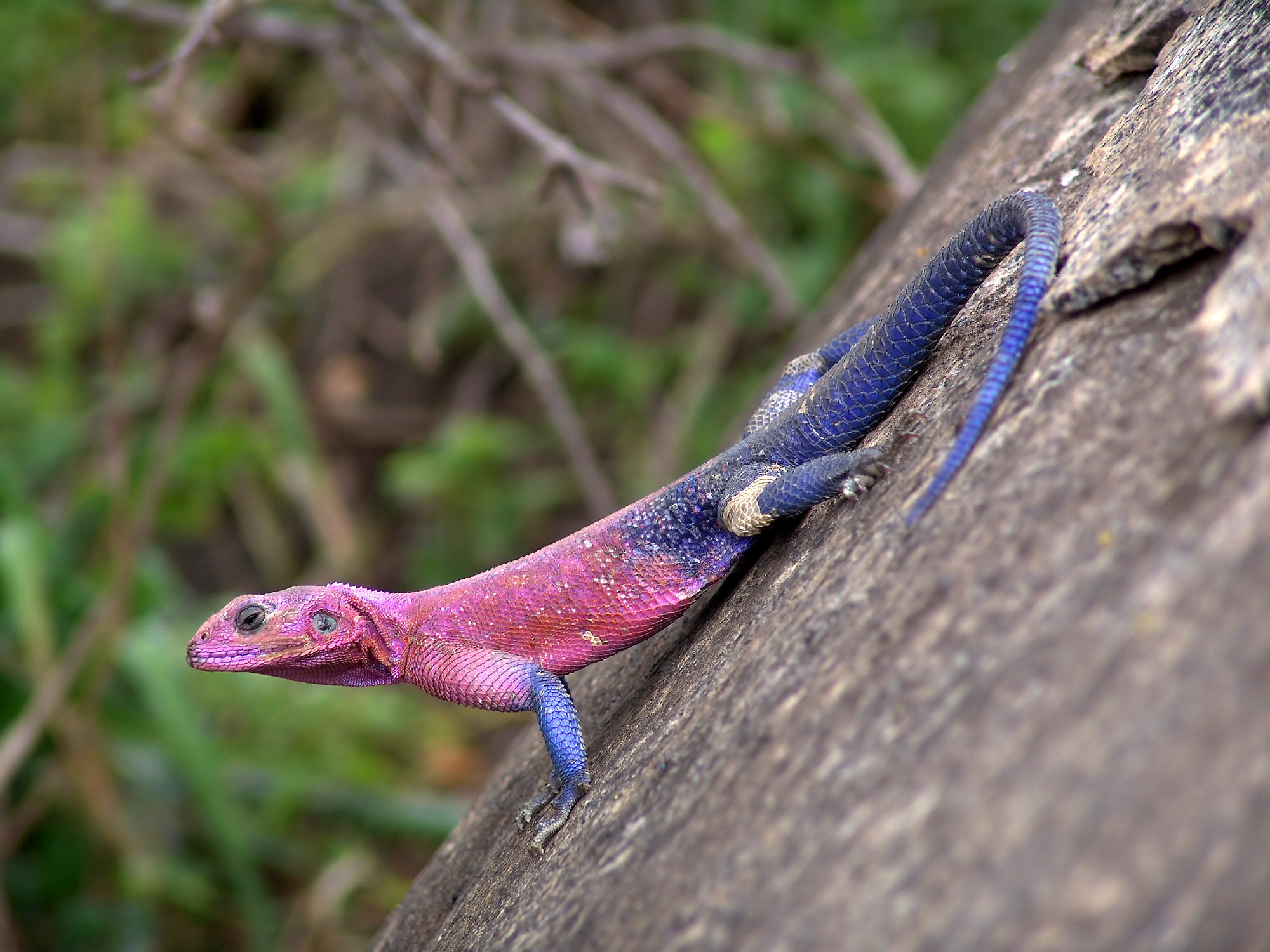
Agama mwanzae

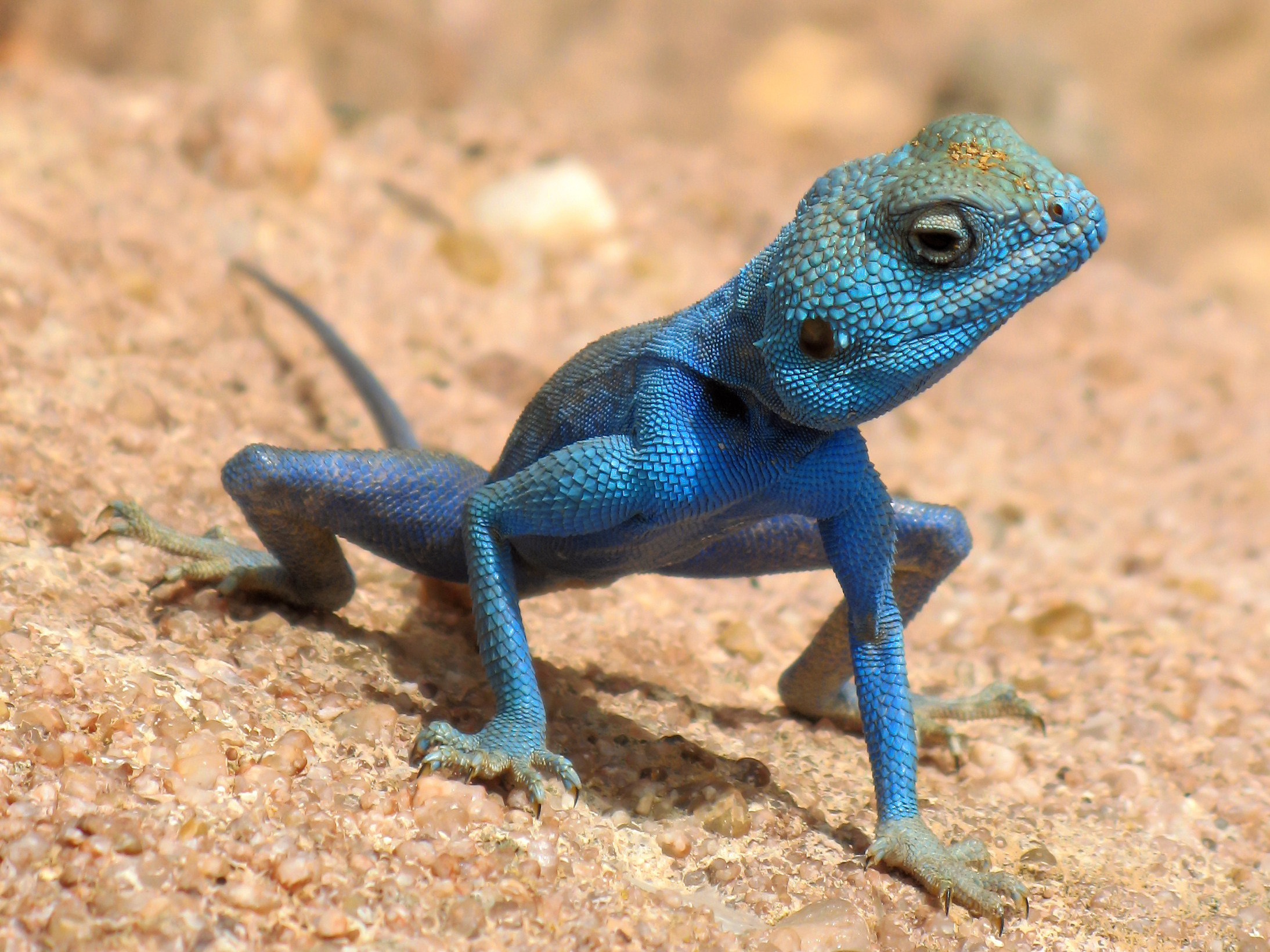
Pseudotrapelus sinaitus

Los agaminos (Agaminae) son una subfamilia de saurópsidos escamosos incluidos en la familia Agamidae.

## Clasificación
Agaminae comprende los siguientes géneros:
- Género Acanthocercus
- Género Acanthosaura
- Género Agama
- Género Amphibolurus
- Género Aphaniotis
- Género Brachysaura
- Género Bronchocela
- Género Bufoniceps
- Género Caimanops
- Género Calotes
- Género Ceratophora
- Género Chelosania
- Género Chlamydosaurus
- Género Cophotis
- Género Coryphophylax
- Género Cryptagama
- Género Ctenophorus
- Género Dendragama
- Género Diporiphora
- Género Draco
- Género Gonocephalus
- Género Harpesaurus
- Género Hydrosaurus
- Género Hypsicalotes
- Género Hypsilurus
- Género Japalura
- Género Laudakia
- Género Lophocalotes
- Género Lophognathus
- Género Lyriocephalus
- Género Mictopholis
- Género Moloch
- Género Oreodeira
- Género Oriocalotes
- Género Otocryptis
- Género Phoxophrys
- Género Phrynocephalus
- Género Physignathus
- Género Pogona
- Género Psammophilus
- Género Pseudocalotes
- Género Pseudotrapelus
- Género Ptyctolaemus
- Género Rankinia
- Género Salea
- Género Sitana
- Género Trapelus
- Género Tympanocryptis
- Género Xenagama

- Datos: Q867830
- Multimedia: Agaminae / Q867830
- Especies: Agaminae